# Сакома (округ Сан-Паулу)
Сакома́ (порт. Sacomã) — округ у південно-східній частині міста Сан-Паулу, частина субпрефектури Іпіранга.
Округ традиційно мав робітниче населення, з великою частокою іспанських та італійських іммігрантів початку XX століття, що працювали на примислових підприємствах сусідніх районів Іпіранга, Моока і Регіон ABC. У цьому окрузі починається шосе Анш'єта, що сполучає Сан-Паулу з узбережжям.
| Бразилія | Це незавершена стаття з географії Бразилії. Ви можете допомогти проєкту, виправивши або дописавши її. |